# Bóng đá tại Thế vận hội Mùa hè 2020 - Nữ (Bảng G)
Bảng G của giải bóng đá nữ tại Thế vận hội Mùa hè 2020 đang diễn ra từ ngày 21 đến ngày 27 tháng 7 năm 2021, bao gồm Úc, New Zealand, Thụy Điển và Hoa Kỳ. Hai đội đứng đầu sẽ giành quyền vào vòng đấu loại trực tiếp, trong khi đội xếp thứ ba cũng sẽ giành quyền nếu họ nằm trong số hai đội xếp thứ ba tốt nhất trong cả ba bảng.

## Các đội tuyển
| Vị trí bốc thăm | Đội tuyển   | Nhóm | Liên đoàn | Tư cách của vượt qua vòng loại                                                      | Ngày của vượt qua vòng loại | Tham dự Thế vận hội | Tham dự cuối cùng | Thành tích tốt nhất lần trước            | Bảng xếp hạng FIFA | Bảng xếp hạng FIFA |
| Vị trí bốc thăm | Đội tuyển   | Nhóm | Liên đoàn | Tư cách của vượt qua vòng loại                                                      | Ngày của vượt qua vòng loại | Tham dự Thế vận hội | Tham dự cuối cùng | Thành tích tốt nhất lần trước            | Tháng 4-2021       | Tháng 6-2021       |
| --------------- | ----------- | ---- | --------- | ----------------------------------------------------------------------------------- | --------------------------- | ------------------- | ----------------- | ---------------------------------------- | ------------------ | ------------------ |
| G1              | Thụy Điển   | 2    | UEFA      | Đội tuyển châu Âu hạng 2 Giải vô địch bóng đá nữ thế giới 2019                      | 29 tháng 6 năm 2019         | 7 lần               | 2016              | Huy chương bạc (2016)                    | 5                  | 5                  |
| G2              | Hoa Kỳ      | 1    | CONCACAF  | Hạng 1 Vòng loại bóng đá nữ Thế vận hội Mùa hè 2020 khu vực Bắc, Trung Mỹ và Caribe | 7 tháng 2 năm 2020          | 7 lần               | 2016              | Huy chương vàng (1996, 2004, 2008, 2012) | 1                  | 1                  |
| G3              | Úc          | 3    | AFC       | Thắng vòng play-off Vòng loại bóng đá nữ Thế vận hội Mùa hè 2020 khu vực châu Á     | 11 tháng 3 năm 2020         | 4 lần               | 2016              | Tứ kết (2004, 2016)                      | 9                  | 9                  |
| G4              | New Zealand | 4    | OFC       | Vô địch Cúp bóng đá nữ các quốc gia châu Đại Dương 2018                             | 1 tháng 12 năm 2018         | 4 lần               | 2016              | Tứ kết (2012)                            | 22                 | 22                 |

Ghi chú
1. ↑  Bảng xếp hạng tháng 4 năm 2021 đã được sử dụng để hạt giống cho lễ bốc thăm cuối cùng.

## Bảng xếp hạng
| VT | Đội         | ST | T | H | B | BT | BB | HS | Đ | Giành quyền tham dự |
| -- | ----------- | -- | - | - | - | -- | -- | -- | - | ------------------- |
| 1  | Thụy Điển   | 3  | 3 | 0 | 0 | 9  | 2  | +7 | 9 | Tứ kết              |
| 2  | Hoa Kỳ      | 3  | 1 | 1 | 1 | 6  | 4  | +2 | 4 | Tứ kết              |
| 3  | Úc          | 3  | 1 | 1 | 1 | 4  | 5  | −1 | 4 | Tứ kết              |
| 4  | New Zealand | 3  | 0 | 0 | 3 | 2  | 10 | −8 | 0 |                     |

Trong tứ kết,
- Đội nhất bảng G sẽ giành quyền để thi đấu với đội xếp thứ ba của bảng E hoặc bảng F.
- Đội nhì bảng G sẽ giành quyền để thi đấu với đội nhất bảng F.
- Đội xếp thứ ba của bảng G có thể giành quyền nếu một trong số hai đội xếp thứ ba tốt nhất để thi đấu với đội nhất bảng E.

## Các trận đấu

### Thụy Điển v Hoa Kỳ
| Thụy Điển                            | 3–0                              | Hoa Kỳ |
| ------------------------------------ | -------------------------------- | ------ |
| - Blackstenius 25', 54' - Hurtig 72' | Chi tiết (TOCOG) Chi tiết (FIFA) |        |

| Thụy Điển | Hoa Kỳ |

| GK                | 1  | Hedvig Lindahl     |  |     |
| RB                | 4  | Hanna Glas         |  |     |
| CB                | 13 | Amanda Ilestedt    |  |     |
| CB                | 14 | Nathalie Björn     |  |     |
| LB                | 2  | Jonna Andersson    |  | 88' |
| CM                | 16 | Filippa Angeldal   |  | 75' |
| CM                | 9  | Kosovare Asllani   |  |     |
| CM                | 17 | Caroline Seger (c) |  |     |
| RF                | 10 | Sofia Jakobsson    |  | 75' |
| CF                | 11 | Stina Blackstenius |  | 64' |
| LF                | 18 | Fridolina Rolfö    |  | 63' |
| Cầu thủ dự bị:    |    |                    |  |     |
| FW                | 15 | Olivia Schough     |  | 63' |
| MF                | 8  | Lina Hurtig        |  | 64' |
| FW                | 7  | Madelen Janogy     |  | 75' |
| MF                | 5  | Hanna Bennison     |  | 75' |
| MF                | 20 | Julia Roddar       |  | 88' |
| Huấn luyện viên:  |    |                    |  |     |
| Peter Gerhardsson |    |                    |  |     |

| GK                | 1  | Alyssa Naeher        |  |     |
| RB                | 5  | Kelley O'Hara        |  |     |
| CB                | 17 | Abby Dahlkemper      |  |     |
| CB                | 4  | Becky Sauerbrunn (c) |  |     |
| LB                | 2  | Crystal Dunn         |  | 81' |
| CM                | 16 | Rose Lavelle         |  | 80' |
| CM                | 9  | Lindsey Horan        |  |     |
| CM                | 3  | Sam Mewis            |  | 46' |
| RF                | 11 | Christen Press       |  |     |
| CF                | 13 | Alex Morgan          |  | 46' |
| LF                | 7  | Tobin Heath          |  | 64' |
| Cầu thủ dự bị:    |    |                      |  |     |
| MF                | 8  | Julie Ertz           |  | 46' |
| FW                | 10 | Carli Lloyd          |  | 46' |
| FW                | 15 | Megan Rapinoe        |  | 64' |
| MF                | 6  | Kristie Mewis        |  | 80' |
| DF                | 12 | Tierna Davidson      |  | 81' |
| Huấn luyện viên:  |    |                      |  |     |
| Vlatko Andonovski |    |                      |  |     |

| Trợ lý trọng tài: Teshirogi Naomi (Nhật Bản) Bozono Makoto (Nhật Bản) Trọng tài thứ tư: Anastasia Pustovoitova (Nga) Trợ lý trọng tài video: Paweł Raczkowski (Ba Lan) Trợ lý trọng tài video bổ sung: Phó Minh (Trung Quốc) |

### Úc v New Zealand
| Úc                      | 2–1                              | New Zealand    |
| ----------------------- | -------------------------------- | -------------- |
| - Yallop 20' - Kerr 33' | Chi tiết (TOCOG) Chi tiết (FIFA) | - Rennie 90+1' |

| Úc | New Zealand |

| GK               | 1  | Lydia Williams     |  |       |
| CB               | 12 | Ellie Carpenter    |  |       |
| CB               | 4  | Clare Polkinghorne |  |       |
| CB               | 7  | Steph Catley       |  |       |
| RM               | 16 | Hayley Raso        |  | 83'   |
| CM               | 10 | Emily van Egmond   |  |       |
| CM               | 5  | Aivi Luik          |  |       |
| LM               | 13 | Tameka Yallop      |  | 75'   |
| RF               | 17 | Kyah Simon         |  | 75'   |
| CF               | 2  | Sam Kerr (c)       |  |       |
| LF               | 9  | Caitlin Foord      |  | 90+1' |
| Cầu thủ dự bị:   |    |                    |  |       |
| FW               | 11 | Mary Fowler        |  | 75'   |
| MF               | 3  | Kyra Cooney-Cross  |  | 75'   |
| DF               | 14 | Alanna Kennedy     |  | 83'   |
| FW               | 15 | Emily Gielnik      |  | 90+1' |
| Huấn luyện viên: |    |                    |  |       |
| Tony Gustavsson  |    |                    |  |       |

| GK               | 1  | Erin Nayler      |     |     |
| CB               | 3  | Anna Green       |     | 69' |
| CB               | 8  | Abby Erceg       |     |     |
| CB               | 5  | Meikayla Moore   |     |     |
| RM               | 4  | C. J. Bott       | 71' | 89' |
| CM               | 14 | Katie Bowen      | 81' |     |
| CM               | 2  | Ria Percival     |     |     |
| LM               | 7  | Ali Riley (c)    |     |     |
| RF               | 12 | Betsy Hassett    |     |     |
| CF               | 17 | Hannah Wilkinson |     |     |
| LF               | 11 | Olivia Chance    |     | 68' |
| Cầu thủ dự bị:   |    |                  |     |     |
| MF               | 15 | Daisy Cleverley  |     | 68' |
| FW               | 13 | Paige Satchell   |     | 69' |
| FW               | 9  | Gabi Rennie      |     | 89' |
| Huấn luyện viên: |    |                  |     |     |
| Tom Sermanni     |    |                  |     |     |

| Trợ lý trọng tài: Mayte Chávez (México) Enedina Caudillo (México) Trọng tài thứ tư: Melissa Borjas (Honduras) Trợ lý trọng tài video: Andrés Cunha (Uruguay) Trợ lý trọng tài video bổ sung: Erick Miranda (México) |

### Thụy Điển v Úc
| Thụy Điển                                        | 4–2                              | Úc              |
| ------------------------------------------------ | -------------------------------- | --------------- |
| - Rolfö 20', 63' - Hurtig 52' - Blackstenius 82' | Chi tiết (TOCOG) Chi tiết (FIFA) | - Kerr 36', 48' |

| Thụy Điển | Úc |

| GK                | 1  | Hedvig Lindahl     |  |     |
| RB                | 4  | Hanna Glas         |  | 46' |
| CB                | 13 | Amanda Ilestedt    |  |     |
| CB                | 6  | Magdalena Eriksson |  |     |
| LB                | 2  | Jonna Andersson    |  |     |
| CM                | 16 | Filippa Angeldal   |  | 79' |
| CM                | 17 | Caroline Seger (c) |  |     |
| RW                | 10 | Sofia Jakobsson    |  | 79' |
| AM                | 9  | Kosovare Asllani   |  |     |
| LW                | 18 | Fridolina Rolfö    |  | 87' |
| CF                | 8  | Lina Hurtig        |  | 59' |
| Cầu thủ dự bị:    |    |                    |  |     |
| DF                | 14 | Nathalie Björn     |  | 46' |
| FW                | 11 | Stina Blackstenius |  | 59' |
| FW                | 15 | Olivia Schough     |  | 79' |
| MF                | 5  | Hanna Bennison     |  | 79' |
| FW                | 7  | Madelen Janogy     |  | 87' |
| Huấn luyện viên:  |    |                    |  |     |
| Peter Gerhardsson |    |                    |  |     |

| GK               | 18 | Teagan Micah       |  |     |
| CB               | 12 | Ellie Carpenter    |  |     |
| CB               | 4  | Clare Polkinghorne |  |     |
| CB               | 5  | Aivi Luik          |  | 64' |
| RM               | 16 | Hayley Raso        |  | 80' |
| CM               | 10 | Emily van Egmond   |  |     |
| CM               | 13 | Tameka Yallop      |  | 64' |
| LM               | 7  | Steph Catley       |  |     |
| RF               | 17 | Kyah Simon         |  | 87' |
| CF               | 2  | Sam Kerr (c)       |  |     |
| LF               | 9  | Caitlin Foord      |  |     |
| Cầu thủ dự bị:   |    |                    |  |     |
| DF               | 14 | Alanna Kennedy     |  | 64' |
| MF               | 3  | Kyra Cooney-Cross  |  | 64' |
| FW               | 11 | Mary Fowler        |  | 80' |
| FW               | 15 | Emily Gielnik      |  | 87' |
| Huấn luyện viên: |    |                    |  |     |
| Tony Gustavsson  |    |                    |  |     |

| Trợ lý trọng tài: Neuza Back (Brasil) Mónica Amboya (Ecuador) Trọng tài thứ tư: Salima Mukansanga (Rwanda) Trợ lý trọng tài video: Tiago Martins (Bồ Đào Nha) Trợ lý trọng tài video bổ sung: Mahmoud Mohamed Ashour (Ai Cập) |

### New Zealand v Hoa Kỳ
| New Zealand   | 1–6                              | Hoa Kỳ                                                                                   |
| ------------- | -------------------------------- | ---------------------------------------------------------------------------------------- |
| - Hassett 72' | Chi tiết (TOCOG) Chi tiết (FIFA) | - Lavelle 9' - Horan 45' - Erceg 63' (l.n.) - Press 80' - Morgan 88' - Bott 90+3' (l.n.) |

| New Zealand | Hoa Kỳ |

| GK               | 18 | Anna Leat        |  |     |
| RB               | 4  | C. J. Bott       |  |     |
| CB               | 5  | Meikayla Moore   |  |     |
| CB               | 8  | Abby Erceg       |  |     |
| LB               | 15 | Daisy Cleverley  |  | 80' |
| RM               | 12 | Betsy Hassett    |  | 87' |
| CM               | 2  | Ria Percival     |  |     |
| CM               | 14 | Katie Bowen      |  |     |
| LM               | 7  | Ali Riley (c)    |  |     |
| CF               | 17 | Hannah Wilkinson |  |     |
| CF               | 11 | Olivia Chance    |  | 65' |
| Cầu thủ dự bị:   |    |                  |  |     |
| FW               | 13 | Paige Satchell   |  | 65' |
| FW               | 9  | Gabi Rennie      |  | 80' |
| MF               | 10 | Annalie Longo    |  | 87' |
| Huấn luyện viên: |    |                  |  |     |
| Tom Sermanni     |    |                  |  |     |

| GK                | 1  | Alyssa Naeher     |  |     |
| RB                | 14 | Emily Sonnett     |  |     |
| CB                | 17 | Abby Dahlkemper   |  |     |
| CB                | 12 | Tierna Davidson   |  |     |
| LB                | 2  | Crystal Dunn      |  | 84' |
| CM                | 16 | Rose Lavelle      |  | 68' |
| CM                | 8  | Julie Ertz        |  |     |
| CM                | 9  | Lindsey Horan     |  | 84' |
| RF                | 7  | Tobin Heath       |  |     |
| CF                | 10 | Carli Lloyd       |  | 74' |
| LF                | 15 | Megan Rapinoe (c) |  | 68' |
| Cầu thủ dự bị:    |    |                   |  |     |
| MF                | 3  | Sam Mewis         |  | 68' |
| FW                | 11 | Christen Press    |  | 68' |
| FW                | 13 | Alex Morgan       |  | 74' |
| MF                | 19 | Catarina Macario  |  | 84' |
| DF                | 20 | Casey Krueger     |  | 84' |
| Huấn luyện viên:  |    |                   |  |     |
| Vlatko Andonovski |    |                   |  |     |

| Trợ lý trọng tài: Manuela Nicolosi (Pháp) Michelle O'Neill (Cộng hòa Ireland) Trọng tài thứ tư: Laura Fortunato (Argentina) Trợ lý trọng tài video: Marco Guida (Ý) Trợ lý trọng tài video bổ sung: Adil Zourak (Maroc) |

### New Zealand v Thụy Điển
| New Zealand | 0–2                              | Thụy Điển                   |
| ----------- | -------------------------------- | --------------------------- |
|             | Chi tiết (TOCOG) Chi tiết (FIFA) | - Anvegård 17' - Janogy 29' |

| New Zealand | Thụy Điển |

| GK                  | 1  | Erin Nayler      |     |     |
| RB                  | 4  | C. J. Bott       |     |     |
| CB                  | 5  | Meikayla Moore   |     |     |
| CB                  | 8  | Abby Erceg       |     |     |
| LB                  | 7  | Ali Riley (c)    |     |     |
| CM                  | 15 | Daisy Cleverley  |     | 88' |
| CM                  | 2  | Ria Percival     | 67' |     |
| RW                  | 12 | Betsy Hassett    |     |     |
| AM                  | 14 | Katie Bowen      |     |     |
| LW                  | 16 | Emma Rolston     |     | 60' |
| CF                  | 17 | Hannah Wilkinson |     | 85' |
| Vào sân thay người: |    |                  |     |     |
| FW                  | 13 | Paige Satchell   |     | 60' |
| FW                  | 9  | Gabi Rennie      |     | 85' |
| DF                  | 6  | Claudia Bunge    |     | 88' |
| Huấn luyện viên:    |    |                  |     |     |
| Tom Sermanni        |    |                  |     |     |

| GK                  | 12 | Jennifer Falk          |  |     |
| RB                  | 20 | Julia Roddar           |  |     |
| CB                  | 3  | Emma Kullberg          |  |     |
| CB                  | 6  | Magdalena Eriksson (c) |  | 46' |
| LB                  | 2  | Jonna Andersson        |  | 46' |
| RM                  | 7  | Madelen Janogy         |  |     |
| CM                  | 16 | Filippa Angeldal       |  | 72' |
| CM                  | 5  | Hanna Bennison         |  |     |
| LM                  | 15 | Olivia Schough         |  | 65' |
| CF                  | 19 | Anna Anvegård          |  | 86' |
| CF                  | 21 | Rebecka Blomqvist      |  |     |
| Vào sân thay người: |    |                        |  |     |
| DF                  | 14 | Nathalie Björn         |  | 46' |
| DF                  | 13 | Amanda Ilestedt        |  | 46' |
| MF                  | 8  | Lina Hurtig            |  | 65' |
| MF                  | 17 | Caroline Seger         |  | 72' |
| MF                  | 9  | Kosovare Asllani       |  | 86' |
| Huấn luyện viên:    |    |                        |  |     |
| Peter Gerhardsson   |    |                        |  |     |

| Trợ lý trọng tài: Mariana De Almeida (Argentina) Chantal Boudreau (Canada) Trọng tài thứ tư: Lucila Venegas (México) Trợ lý trọng tài video: Mauro Vigliano (Argentina) Trợ lý trọng tài video bổ sung: Guillermo Cuadra Fernández (Tây Ban Nha) |

### Hoa Kỳ v Úc
| Hoa Kỳ | 0–0                              | Úc |
| ------ | -------------------------------- | -- |
|        | Chi tiết (TOCOG) Chi tiết (FIFA) |    |

| Hoa Kỳ | Úc |

| GK                  | 1  | Alyssa Naeher        |     |     |
| RB                  | 5  | Kelley O'Hara        |     |     |
| CB                  | 4  | Becky Sauerbrunn (c) |     |     |
| CB                  | 12 | Tierna Davidson      |     |     |
| LB                  | 2  | Crystal Dunn         |     |     |
| CM                  | 16 | Rose Lavelle         | 72' | 88' |
| CM                  | 8  | Julie Ertz           |     |     |
| CM                  | 3  | Sam Mewis            |     | 65' |
| RF                  | 11 | Christen Press       |     | 74' |
| CF                  | 13 | Alex Morgan          |     | 74' |
| LF                  | 15 | Megan Rapinoe        | 38' | 65' |
| Vào sân thay người: |    |                      |     |     |
| MF                  | 9  | Lindsey Horan        |     | 65' |
| FW                  | 7  | Tobin Heath          |     | 65' |
| FW                  | 10 | Carli Lloyd          |     | 74' |
| FW                  | 11 | Christen Press       |     | 74' |
| MF                  | 6  | Kristie Mewis        |     | 88' |
| Huấn luyện viên:    |    |                      |     |     |
| Vlatko Andonovski   |    |                      |     |     |

| GK                  | 18 | Teagan Micah       |     |     |
| CB                  | 12 | Ellie Carpenter    |     |     |
| CB                  | 14 | Alanna Kennedy     |     |     |
| CB                  | 4  | Clare Polkinghorne |     |     |
| RM                  | 17 | Kyah Simon         |     | 84' |
| CM                  | 10 | Emily van Egmond   |     |     |
| CM                  | 13 | Tameka Yallop      |     |     |
| LM                  | 7  | Steph Catley       |     |     |
| RF                  | 11 | Mary Fowler        |     |     |
| CF                  | 2  | Sam Kerr (c)       |     |     |
| LF                  | 6  | Chloe Logarzo      |     | 62' |
| Vào sân thay người: |    |                    |     |     |
| MF                  | 3  | Kyra Cooney-Cross  | 69' | 62' |
| FW                  | 15 | Emily Gielnik      |     | 84' |
| Huấn luyện viên:    |    |                    |     |     |
| Tony Gustavsson     |    |                    |     |     |

| Trợ lý trọng tài: Ekaterina Kurochkina (Nga) Sanja Rodak (Croatia) Trọng tài thứ tư: Esther Staubli (Thụy Sĩ) Trợ lý trọng tài video: Adil Zourak (Maroc) Trợ lý trọng tài video bổ sung: Bibiana Steinhaus (Đức) |

## Kỷ luật
Điểm đoạt giải phong cách sẽ được sử dụng như một tiêu chí nếu tổng thể và kỷ lục đối đầu của các đội tuyển được cân bằng. Số thẻ này được tính dựa trên số thẻ vàng và thẻ đỏ nhận được trong tất cả các trận đấu bảng như sau:
- thẻ vàng đầu tiên: trừ 1 điểm;
- thẻ đỏ gián tiếp (thẻ vàng thứ hai): trừ 3 điểm;
- thẻ đỏ trực tiếp: trừ 4 điểm;
- thẻ vàng và thẻ đỏ trực tiếp: trừ 5 điểm;

Chỉ có một trong các khoản khấu trừ trên được áp dụng cho một cầu thủ trong một trận đấu.
| Đội tuyển   | Trận 1   | Trận 1                                    | Trận 1 | Trận 1            | Trận 2   | Trận 2                                    | Trận 2 | Trận 2            | Trận 3   | Trận 3                                    | Trận 3 | Trận 3            | Điểm |
| Đội tuyển   | Thẻ vàng | Thẻ vàng · Thẻ vàng-đỏ (thẻ đỏ gián tiếp) | Thẻ đỏ | Thẻ vàng · Thẻ đỏ | Thẻ vàng | Thẻ vàng · Thẻ vàng-đỏ (thẻ đỏ gián tiếp) | Thẻ đỏ | Thẻ vàng · Thẻ đỏ | Thẻ vàng | Thẻ vàng · Thẻ vàng-đỏ (thẻ đỏ gián tiếp) | Thẻ đỏ | Thẻ vàng · Thẻ đỏ | Điểm |
| ----------- | -------- | ----------------------------------------- | ------ | ----------------- | -------- | ----------------------------------------- | ------ | ----------------- | -------- | ----------------------------------------- | ------ | ----------------- | ---- |
| Thụy Điển   |          |                                           |        |                   |          |                                           |        |                   |          |                                           |        |                   | 0    |
| Úc          |          |                                           |        |                   |          |                                           |        |                   | 1        |                                           |        |                   | −1   |
| Hoa Kỳ      |          |                                           |        |                   |          |                                           |        |                   | 2        |                                           |        |                   | −2   |
| New Zealand | 2        |                                           |        |                   |          |                                           |        |                   | 1        |                                           |        |                   | −3   |